# How to Get Away with Murder
How to Get Away with Murder (englisch für Wie man mit Mord davonkommt) ist eine US-amerikanische Krimi-Serie von Peter Nowalk, produziert von Shonda Rhimes, die seit Mai 2014 von den ABC Studios für den US-Sender ABC produziert wird. Die Erstausstrahlung in den Vereinigten Staaten lief am 25. September 2014 im Anschluss an Scandal. Die deutschsprachige Erstausstrahlung begann am 15. April 2015 auf dem Pay-TV-Sender RTL Crime. Hauptdarstellerin Viola Davis gewann für ihre Rolle als gerissene Anwältin, die immer wieder gegen ihre Diskriminierung als Schwarze und als Frau aber auch gegen persönliche Traumata und Alkoholsucht ankämpfen muss, u. a. einen Emmy.
Im Juli 2019 gab ABC bekannt, dass die Serie nach der sechsten Staffel enden werde.

## Handlung
Im Mittelpunkt der Serie steht Annalise Keating, eine mysteriöse und gerissene Professorin an der Middleton Law School, die nebenbei als erfolgreiche Strafverteidigerin tätig ist. Sie lehrt an der Universität den Kurs „Einführung in das Strafrecht“ oder wie Annalise ihn nennt: „Wie man mit Mord davonkommt“ (im Original: „How to get away with murder“). Die äußerst charismatische und manipulative Keating setzt im Hör- und Gerichtssaal ihre Talente gnadenlos ein. Von den Studenten in ihrer Klasse wählt sie fünf aus, die sie als höchst ambitioniert einschätzt, damit diese sie bei der Verteidigung ihrer Klienten unterstützen. Die Auserwählten sind Wes Gibbins, Michaela Pratt, Laurel Castillo, Connor Walsh und Asher Millstone – hochintelligente Studenten, die bereit sind, alles zu tun, um Keating zu beeindrucken und um deren berühmte Trophäe zu gewinnen, die demjenigen überreicht wird, der Annalise am meisten beeindruckt und kritische Informationen liefert, die die Gerichtsverfahren positiv beeinflussen. Im Verlauf der Serie wird sie mit ihren fünf Auserwählten in mehrere Mordfälle verwickelt.

## Hauptfiguren
Annalise Keating
Annalise ist Professorin an der renommierten Middleton Law School und außerdem eine renommierte Rechtsanwältin und Strafverteidigerin. Sie ist berühmt dafür, dass sie fast keinen Fall verliert. Dafür gibt sie alles und sieht manchmal auch darüber hinweg, dass sie Mandanten, von denen sie weiß, dass sie schuldig sind, vor einer Strafe rettet. Sie schreckt nicht davor zurück, Zeugen oder Angeklagte zu manipulieren und zu erpressen, damit diese im Gerichtssaal lügen. Ihr Ehrgeiz, immer gewinnen zu wollen, wirkt manchmal wie eine Sucht. Im Verlauf der Serie wird aber auch deutlich, wie stark sie sich für andere einsetzt, wodurch ein ausgeglicheneres Bild ihrer Persönlichkeit entsteht. Annalise, die eigentlich Anna Mae heißt, kommt selbst aus ärmlichen Verhältnissen und hat es mit viel Arbeit und starkem Willen nach oben gebracht. Sie lebt mit ihrem Ehemann Sam zusammen, dem sie nicht vertraut und den sie mit Police Detective Nate betrügt. Die Beziehung zwischen Annalise und ihrem Ehemann begann ebenfalls als Affäre, während Sam noch verheiratet war. Auch Sam hat während seiner Beziehung mit Annalise mehrere Affären. Nach außen hin gibt sie sich hart, selbstbewusst und abgeklärt, als jemand, der immer die perfekte Lösung parat hat, doch einige Personen wie Sam und ihre Mutter erleben sie auch von ihrer verletzlichen, insgeheim gar verzweifelten Seite.
Wes Gibbins
Wes wurde im letzten Moment durch die Warteliste für das Studium zugelassen und wird deshalb von seinen Studienkollegen weniger ernst genommen. Er gewinnt allerdings durch seinen Scharfsinn schnell die Aufmerksamkeit von Professor Keating. So wird er einer der fünf auserwählten Studenten Keatings, die eng mit der Anwältin zusammenarbeiten dürfen. Da eigentlich nur vier Plätze vorgesehen waren, nennen die anderen ihn gerne auch „den Nachrücker“. Außerdem ist er der Einzige, der nicht aus privilegiertem Hause stammt. Wes fand allerdings vorher zufällig heraus, dass Keating eine Affäre mit einem Detective hat und nimmt an, dass Keating ihn aus Angst, er könne sie verraten, aufnahm. Später findet er heraus, dass Keating sich für ihn aufgrund von Schuldgefühlen eingesetzt hat, da sie sich verantwortlich für den Tod seiner Mutter fühlt. Er geht später eine Beziehung mit Rebecca, seiner Nachbarin, ein, die für mehrere Wochen Verdächtige in einem Mordfall ist.
Connor Walsh
Connor gibt sich sehr selbstbewusst und ist gewohnt, alles zu bekommen, was er will. Er ist homosexuell und setzt oft sein gutes Aussehen und sexuelle Handlungen ein, um an Informationen zu kommen, die für Keatings Fälle notwendig sind. Er würde alles tun, um Professor Keating von sich zu überzeugen. In seiner Highschool-Zeit hatte er ein sexuelles Verhältnis zu Michaelas Verlobtem und scheut sich auch nicht, ihr davon zu erzählen. Einige Szenen lassen vermuten, dass hinter der selbstbewussten Fassade ein verletzlicher Mensch steckt.
Rebecca Sutter
Rebecca, eine Drogendealerin, wohnt im Apartment neben Wes. Sie hat eine Schutzschicht um ihre Emotionen errichtet und weist anfänglich auch Wes ab, bis dieser schließlich ihr Vertrauen gewinnt. Ihre Schutzreaktion ist es, Menschen durch ihre harsche, ruppige und desinteressierte Art abzuschrecken. In Wahrheit ist sie aber sehr verletzlich. In einem Interview mit Sam erwähnt sie, dass sie im Jugendgefängnis bereits psychologisch evaluiert und als Person „mit einem überdurchschnittlich hohen IQ und einer starken Tendenz zu Paranoia“ eingeschätzt wurde.
Michaela Pratt
Michaela, eine zarte, hübsche Studentin aus gutem Hause, sieht in Professor Keating ein Vorbild und möchte genauso erfolgreich werden wie sie, auch weil sie sich für besser hält als die anderen Studenten. Sie möchte sich beweisen; dadurch ist sie oft zu ehrgeizig, fast verzweifelt. Man merkt, dass sie bislang wie in einer Seifenblase gelebt hat, da sie zu Beginn alles, was nicht nach ihren Vorstellungen verläuft, stark aus dem Konzept bringt. Sie profiliert sich durch ihren Verlobten Aiden. Als sie durch Connor erfährt, dass Aiden in der Vergangenheit ein homosexuelles Verhältnis mit ihm hatte, ist sie zutiefst schockiert. Trotzdem beendet sie die Verlobung nicht, um ihre perfekte Zukunft nicht zu gefährden. Zum Ende der ersten Staffel trennen sich Aiden und Michaela.
Asher Millstone
Asher stammt aus sehr privilegierten Familienverhältnissen (sein Vater ist Bundesrichter) und ist dementsprechend selbstbewusst. Auf andere wirkt er überheblich und kindisch, obwohl er ein gutes Herz hat. Er wird von den anderen in der Gruppe als Besserwisser gesehen. Mitunter hat er Freude daran, andere Menschen (speziell seine Konkurrenten) zu verspotten, um sie zu verunsichern.
Laurel Castillo
Laurel, ebenfalls aus gutem Hause, ist eher still und idealistisch veranlagt. Durch ihr Studium möchte sie bedürftigen Menschen helfen. Von den Konkurrenten und Kommilitonen wird sie am Anfang unterschätzt. Sie fühlt sich sexuell zu Frank hingezogen, hat aber auch einen Freund (Kan), der bei „Legal Aid“ arbeitet.
Frank Delfino
Frank arbeitet für Professor Keating, ist allerdings kein Jurist, sondern eher „der Mann fürs Grobe“. Er erledigt oft Arbeiten für sie, die besonders vertraulich oder illegal sind, und hilft ihr durch seine vielen Kontakte. Er lässt sich gern mit hübschen Studentinnen ein, allerdings hat es ihm Laurel besonders angetan. Seine Loyalität zu Annalise ist ebenso groß wie ihr Vertrauen in ihn; in einem Gespräch zwischen Bonnie und Laurel bezeichnet Bonnie Frank als Teil von Annalises Familie.
Bonnie Winterbottom
Bonnie ist als Anwältin unterstützend für Keating tätig und hilft ihr bei der Arbeit an aktuellen Fällen und bei administrativen Aufgaben. Während Keatings Abwesenheit hat sie ein wachsames Auge auf die Studenten. Keatings Methoden finden nicht immer ihre volle Zustimmung, aber sie ist Keating gegenüber loyal. Man merkt, dass Bonnie abhängig von Keating ist, genauso wie Keating von ihr, wobei diese sich das nicht eingestehen möchte und sie deshalb oft diffamiert. Bonnie lässt das ohne Widersprüche über sich ergehen, zum großen Teil aufgrund ihres tiefen Respekts zu dieser Frau, der sie wohl viel zu verdanken hat, zu einem anderen Teil wegen ihrer gemeinsamen Vergangenheit, in der sie sich schon immer in der untergeordneten Position befand. Sie hat allerdings auch ihre Liebe zu Sam entwickelt, die der Grund für Annalise ist, Bonnie nicht vollständig zu vertrauen.

## Besetzung und Synchronisation
Die deutsche Synchronisation der Serie erfolgte bei der Scalamedia, München/Berlin nach dem Dialogbuch von Marina Köhler und unter der Dialogregie von Köhler und Rainer Martens.

### Hauptrollen
| Rollenname                   | Schauspieler    | Hauptrolle (Folgen) | Nebenrolle (Folgen) | Synchronsprecher        |
| ---------------------------- | --------------- | ------------------- | ------------------- | ----------------------- |
| Prof. Annalise Keating, J.D. | Viola Davis     | 1.01–6.15           |                     | Martina Treger          |
| Detective Nate Lahey Jr.     | Billy Brown     | 1.01–6.15           |                     | Sascha Rotermund        |
| Wes Gibbins                  | Alfred Enoch    | 1.01–3.15           | 4.14                | Max Felder              |
| Christopher Castillo         | Alfred Enoch    |                     | 6.09, 6.15          | Max Felder              |
| Connor Walsh                 | Jack Falahee    | 1.01–6.15           |                     | Louis Friedemann Thiele |
| Rebecca Sutter               | Katie Findlay   | 1.01–1.15           | 2.01                | Maren Rainer            |
| Michaela Pratt               | Aja Naomi King  | 1.01–6.15           |                     | Shandra Schadt          |
| Asher Millstone              | Matt McGorry    | 1.01–6.11           |                     | Nils Dienemann          |
| Laurel Castillo              | Karla Souza     | 1.01–5.15           | 6.09, 6.14–6.15     | Caroline Combrinck      |
| Frank Delfino                | Charlie Weber   | 1.01–6.15           |                     | Stefan Günther          |
| Bonnie Winterbottom          | Liza Weil       | 1.01–6.15           |                     | Schaukje Könning        |
| Oliver Hampton               | Conrad Ricamora | 3.01–6.15           | 1.01–2.15           | Julian Manuel           |
| Tegan Price                  | Amirah Vann     | 5.01–6.15           | 4.03–4.15           | Sandra Schwittau        |
| Gabriel Maddox               | Rome Flynn      | 5.01–6.15           | 4.15                | Patrick Roche           |
| Emmett Crawford              | Timothy Hutton  | 5.01–5.15           |                     | Patrick Winczewski      |

### Nebenrollen
| Rollenname              | Schauspieler           | Nebenrolle (Folge)                                                            | Synchronsprecher         |
| ----------------------- | ---------------------- | ----------------------------------------------------------------------------- | ------------------------ |
| Sam Keating             | Tom Verica             | 1.01–1.10, 1.15, 2.11–2.12, 2.14–2.15, 3.05, 4.05, 5.08–5.09, 6.03–6.05, 6.13 | Matthias Klie            |
| Lila Stangard           | Megan West             | 1.01, 1.07–1.08, 1.10, 1.14–1.15                                              | Katharina Schwarzmaier   |
| Griffin O’Reilly        | Lenny Platt            | 1.01, 1.03, 1.07, 1.14–1.15                                                   | Patrick Roche            |
| D. A. Wendy Parks       | Alysia Reiner          | 1.03–1.04, 1.07, 1.10                                                         | Tatjana Pokorny          |
| Kan                     | Arjun Gupta            | 1.03–1.05, 1.07, 1.10                                                         | Johannes Raspe           |
| Aiden Walker            | Elliot Knight          | 1.03, 1.11                                                                    | Roman Wolko              |
| Bill Millstone          | John Posey             | 1.06, 2.03–2.06, 2.09                                                         | Karl Knaup               |
| Mary Walker             | Lynn Whitfield         | 1.08–1.09, 1.15                                                               | Carin C. Tietze          |
| Detective Claire Bryce  | April Parker Jones     | 1.10, 1.12–1.13                                                               | Dorothea Anzinger        |
| Dr. Hannah Keating      | Marcia Gay Harden      | 1.10–1.12                                                                     | Madeleine Stolze         |
| Jorge Castillo          | José Zuniga            | 1.11                                                                          | Marcus Off               |
| Jorge Castillo          | Esai Morales           | 3.03, 3.15–4.01, 4.06, 4.09–4.11, 4.14–4.15, 6.02, 6.14–6.15                  | Marcus Off               |
| Ophelia Harkness        | Cicely Tyson           | 1.13, 2.14–2.15, 3.12, 4.01, 4.13, 5.13, 6.09, 6.11, 6.15                     | Angelika Bender          |
| ADA Emily Sinclair      | Sarah Burns            | 1.15–2.09                                                                     | Melanie Manstein         |
| Eve Rothlo              | Famke Janssen          | 2.01–2.02, 2.07, 2.09, 2.13–2.14, 3.04, 5.09–5.10, 6.15                       | Christin Marquitan       |
| Caleb Hapstall          | Kendrick Sampson       | 2.01–2.06, 2.08–2.13, 2.15                                                    | Marios Gavrilis          |
| Catherine Hapstall      | Amy Okuda              | 2.01–2.06, 2.08–2.10, 2.12, 2.15                                              | Gabrielle Pietermann     |
| Levi Wescott            | Matt Cohen             | 2.02–2.05                                                                     | Tobias Nath              |
| Phillip Hapstall        | Jefferson White        | 2.06–2.09, 2.13–2.15                                                          | Nils Kreutinger          |
| Lydia Millstone         | Jennifer Parsons       | 2.09, 6.05–6.06, 6.09                                                         | Marina Krogull           |
| Rose Edmond             | Kelsey Scott           | 2.10–3.15                                                                     | Maja Maneiro             |
| Todd Denver             | Benito Martinez        | 2.10, 2.13–2.15, 3.10–4.01, 4.04, 4.06–4.07, 4.10, 4.12, 4.14–4.15            | Peter Flechtner          |
| Wallace Mahoney         | Adam Arkin             | 2.12–2.15                                                                     | Thomas Petruo            |
| Soraya Hargrove         | Lauren Vélez           | 3.01–3.08, 3.11, 3.13, 4.04                                                   | Iris Artajo              |
| Meggy Travers           | Corbin Reid            | 3.01–3.12, 3.14                                                               | Janina Dietz             |
| Simon Drake             | Behzad Dabu            | 3.01–3.09, 3.12, 4.02–4.03, 4.05, 4.07–4.10, 4.13–4.15                        | Leonard Hohm             |
| Renee Atwood            | Milauna Jemai Jackson  | 3.03–3.06, 3.09–3.14                                                          | Angela Wiederhut         |
| Trishelle Pratt         | Brett Butler           | 3.05–3.06, 3.09                                                               | Maria Böhme              |
| Jasmine                 | L. Scott Caldwell      | 3.10–3.12, 4.02–4.03                                                          | Bettina Redlich          |
| Dominick                | Nicholas Gonzalez      | 3.14–3.15, 4.08–4.09                                                          | Nico Mamone              |
| Isaac Roa               | Jimmy Smits            | 4.01–4.12, 4.14                                                               | Leon Boden               |
| D. A. Ronald Miller     | John Hensley           | 4.02, 4.12–5.08, 5.10, 5.15                                                   | Steven Merting           |
| Ted                     | Jim Abele              | 4.03–4.04, 5.08                                                               | Thomas Meinhardt         |
| Jacqueline              | Kathryn Erbe           | 4.06–4.08, 4.13                                                               | Alexandra Ludwig         |
| Sandrine Castillo       | Lolita Davidovich      | 4.11–4.12, 4.14                                                               | Sabine Jaeger            |
| Nate Lahey Sr.          | Glynn Turman           | 4.11–4.13, 5.04–5.06, 5.14–5.15                                               | Erich Ludwig             |
| Olivia Pope             | Kerry Washington       | 4.12–4.13                                                                     | Victoria Sturm           |
| Marcus Walker           | Cornelius Smith, Jr.   | 4.13                                                                          | Björn Schalla            |
| Special Agent Telesco   | Melinda Page Hamilton  | 4.15, 5.10–5.15                                                               | Silke Matthias           |
| Theresa Hoff            | Tamberla Perry         | 5.01–5.04                                                                     | Sophie Rogall            |
| Julie Winterbottom      | Elizabeth Morton       | 5.04–5.06                                                                     | Silke Matthias           |
| Pam Walsh               | Cynthia Stevenson      | 5.05–5.06, 5.08, 5.13, 6.10                                                   | Maria Böhme              |
| Governor Lynne Birkhead | Laura Innes            | 5.05–5.07, 5.13, 5.15, 6.07–6.08, 6.15                                        | Liane Rudolph            |
| Special Agent Lanford   | William R. Moses       | 5.11, 5.13, 5.15–6.04, 6.09–6.15                                              | Thomas Albus             |
| Xavier Castillo         | Gerardo Celasco        | 5.14–5.15, 6.03, 6.05, 6.07, 6.12, 6.15                                       | Karim El Kammouchi       |
| Vivian Maddox           | Marsha Stephanie Blake | 6.01–6.03, 6.12–6.13                                                          | Claudia Urbschat-Mingues |
| Solomon Vick            | Ray Campbell           | 6.04–6.06, 6.10, 6.12, 6.14                                                   | Frank Schaff             |
| Chloe Millstone         | Kelen Coleman          | 6.04–6.06, 6.09–6.11                                                          | Lea Kalbhenn             |
| Cora                    | Mercedes Mason         | 6.05–6.07                                                                     | Melanie Manstein         |

## Produktion
Im August 2013 kaufte ABC das Konzept zur Serie von Shondaland Productions. Das Drehbuch zur Pilotfolge schrieb Peter Nowalk. Im Dezember 2013 bestellte der Sender eine Pilotfolge. Im Februar 2014 gab Produzentin Shonda Rhimes bekannt, dass die Golden-Globe-Nominierte Viola Davis die Hauptrolle übernimmt. Die Dreharbeiten fanden in Philadelphia, Pennsylvania, am Bryn Mawr College und in Collegeville, Pennsylvania am Ursinus College statt.
Im Mai 2014 gab ABC der Serie grünes Licht für die Produktion einer ersten Staffel. Im Anschluss an das erste Staffelfinale am 26. Februar 2015 wurde mittels einer Vorschau eine zweite Staffel für den Herbst 2015 angekündigt. Eine dritte Staffel wurde im März 2016 bestellt und zwischen dem 22. September 2016 und 23. Februar 2017 ausgestrahlt. Am 10. Februar 2017 wurde die Serie um eine vierte Staffel verlängert, die zwischen dem 28. September 2017 und dem 15. März 2018 ausgestrahlt wurde. Am 11. Mai 2018 wurde eine fünfte Staffel bestellt, deren 15 Episoden zwischen dem 27. September 2018 und dem 28. Februar 2019 ausgestrahlt wurde. Im Mai 2019 wurde die Serie um eine sechste Staffel verlängert.

## Ausstrahlung
Die Pilotfolge wurde am 25. September 2014 im Anschluss an Grey’s Anatomy und Scandal, die ebenfalls von Shonda Rhimes entwickelt wurden, in den USA ausgestrahlt. Mit über 14 Millionen Zuschauern gehört die Pilotfolge zu einer der erfolgreichsten in der Geschichte von ABC.
In Deutschland strahlte der Pay-TV-Sender RTL Crime die erste Staffel vom 15. April bis zum 24. Juli 2015 aus. Die zweite Staffel wurde vom 4. April bis zum 11. Juli 2016 auf demselben Sender ausgestrahlt. Die Free-TV-Erstausstrahlung der ersten Staffel sendete VOX vom 2. September bis zum 14. Oktober 2015. Die Ausstrahlung der zweiten Staffel bei VOX fand vom 16. November bis zum 28. Dezember 2016 statt. Ab dem 5. Juli 2017 strahlte VOX mittwochs um 23.05 Uhr die 3. Staffel aus. Am 1. März 2018 fand die Ausstrahlung der 4. Staffel auf dem Sender RTL Crime statt. Auf demselben Sender wird seit dem 1. Juli 2019 die 5. Staffel ausgestrahlt. Zum Start der sechsten Staffel in den USA wurde bekannt, dass Darstellerin Karla Souza fortan keine Hauptrolle mehr in der Serie übernehmen werde.

## Rezeption
Der Serienjunkies-Kritiker Felix Böhme vergab 3,5 von 5 Sternen für die Pilotepisode. In seiner Review schrieb er folgendes:

„Die Pilotepisode markiert einen sehr ordentlichen Auftakt der neuen ABC-Serie, in der eine gut aufgelegte Viola Davis recht deutlich die Zügel in die Hand nimmt und mit ihrer schauspielerischen Leistung eher unauffällige Darbietungen von einzelnen Mitgliedern der Besetzung kaschieren kann. Die Voraussetzungen für kurzweilige sowie fesselnde Fernsehunterhaltung sind jedenfalls gegeben und machen ‚How to Get Away with Murder‘ zu einer positiven Neuerscheinung.“

„Gnadenlosigkeit ist Stilmittel bei How to Get Away with Murder – und nicht immer ist die richtig dosiert: Mancher Charakter wirkt arg überzeichnet. […] Aber vor allem die Figur der Annalise Keating macht die Serie sehenswert. So gnadenlos ehrgeizig, skrupellos und gleichzeitig verletzlich war selten eine Serienanwältin. Und eine Afroamerikanerin als Protagonistin einer Anwaltsserie war ohnehin längst überfällig.“

## Auszeichnungen (Auswahl)
Hauptdarstellerin Viola Davis gewann für ihre Rolle im Jahr 2015 einen Emmy und Screen Actors Guild Award. Ferner wurde sie zweimal für einen Golden Globe Award nominiert.